# 阿姆斯 (印第安納州)
阿姆斯（英語：Ames）是位於美國印地安納州蒙哥馬利縣的一個非建制地區。該地的面積和人口皆未知。